# Kimi to Idol Pretty Cure
Kimi to Idol Pretty Cure (キミとアイドルプリキュア♪ Kimi to Aidoru Purikyua♪?), también conocida en inglés como You and Idol Pretty Cure, es una serie de anime, producida por el estudio Toei Animation. Es la vigésimo segunda serie y el vigésimo cuarto proyecto animado para televisión de la franquicia Pretty Cure, creado por Izumi Todo.
Dirigida por Chiaki Kon, escrita por Yōichi Katō y con personajes diseñados por Miho Sugimoto, se estrenó en ABC TV, TV Asahi y otras estaciones de ANN, y el 1 de febrero del 2025, sustituyendo a Wonderful Pretty Cure, emitiéndose en todas las estaciones afiliadas a ANN.

## Argumento
Uta Sakura es una estudiante de segundo año de secundaria que vive en la ciudad de Hanamichi y le encanta cantar. Un día, mientras camina con su perro Kyu-chan, descubre un objeto parecido a un melocotón flotando en el río y conoce a Purirun, un hada que ha venido a la Tierra en busca de las Idol Pretty Cure. La tierra natal de Purirun, KirakiLand, fue atacada por la Pandilla Chokkiri y su líder, Darkiine, quienes la sumergieron en la oscuridad y tienen como objetivo robar los destellos de las personas. La determinación de Uta de brillar, incluso en la oscuridad, le otorga la Cinta Pretty Cure y el Broche de Corazón de Idol, lo que le permite transformarse en Cure Idol. Junto con sus compañeras de clase, Nana Aokaze y Kokoro Shigure, quienes se convierten en Cure Wink y Cure Kyun-Kyun, respectivamente, luchan contra la Pandilla Chokkiri. 

## Personajes

### Pretty Cures
Uta Sakura (咲良うた Sakura Uta?) / Cure Idol (キュアアイドル Kyua Aidoru?)
Seiyū: Misato Matsuoka 
La protagonista, una estudiante de segundo año de secundaria, vivaz y llena de energía, a quien le encanta cantar y, a menudo, canta espontáneamente sobre sus sentimientos. Su lema es "Kirakilala~" (キラッキランラン～♪ Kirakiranran~?). Uta se transforma en Cure Idol usando el broche de corazón de Idol. Su "sonrisa de Idol" es su forma de "dar fan-service" a sus fanes. Su tema son las sonrisas, su emblema es un corazón y su color temático es el rosado. Ella se presenta diciendo: ¡Cuando canto contigo, mi Corazón Brilla! ¡Con una sonrisa brillante, Cure Idol! (キミと歌う、ハートのキラキラ！笑顔ニッコリ、キュアアイドル！ Kimi to Utau, Hāto no Kirakira! Egao Nikkori, Kyua Aidoru!?).
Nana Aokaze (蒼風なな Aokaze Nana?) / Cure Wink (キュアウインク Kyua Uinku?)
Seiyū: Minami Takahashi 
Una amable e inteligente estudiante de segundo año de secundaria, que asiste a la misma clase que Uta. Es hábil tocando el piano, es trabajadora y valora lo que es correcto. Nana se transforma en Cure Wink usando el broche de Corazón de Idol. Su "guiño" es su forma de "dar fan-service" a sus fanes. Su tema son los guiños, su emblema es un destello y su color temático es el azul. Ella se presenta diciendo: ¡Cuando guiño contigo, mi Corazón tiene Valor! ¡Aclarando tus ojos, Cure Wink! (キミと瞬く、ハートの勇気！お目目パッチン、キュアウインク！ Kimi to Matataku, Hāto no Yūki! Omeme Pacchin, Kyua Uinku!?).
Kokoro Shigure (紫雨こころ Shigure Kokoro?) / Cure Kyun-Kyun (キュアキュンキュン Kyua Kyun-Kyun?)
Seiyū: Natsumi Takamori 
Una estudiante de primer año de secundaria, en la misma escuela de Uta y Nana, quien es buena bailando, pero oculta su pasión a los demás. Su eslogan es "¡Mi corazón late con fuerza!" (心キュンキュンしてます！ Kokoro Kyunkyun shitemasu!?). Kokoro se transforma en Cure Kyun-Kyun usando el broche Idol Heart. Su "pose kyun-kyun" (haciendo un corazón con sus manos) es su forma de "dar fan-service" a sus fanes. Su emblema es una lágrima y el color de su tema es el morado.
Purirun (プリルン Purirun?) / Cure Zukyoon (キュアズキューン  Kyua Zukyūn?)
Seiyū: Yoshino Nanjō
Una hada blanca tranquila de KirakiLand, que llegó a la Tierra en busca de las "Idol Pretty Cure". Se pueden ver destellos cuando parpadea y termina sus oraciones diciendo "Puri" (プリ?). A ella le encanta comer y subir fotos de las Idol Pretty Cure a las redes sociales para que los humanos las conozcan, aunque esto es prohibido por la Reina Pikariine, además de tener una relación muy cercana de amistad con Tanakhan, a quien constantemente abraza y con Meroron, quien es su mayor fan y la ve como su hermana mayor. Más tarde, sacrifica sus recuerdos sobre Uta usando el Candado Kirari del Corazón a cambio del poder de transformarse en Cure Zukyoon, una de las dos misteriosas Cures que aparecieron para ayudar a las Cures a luchar contra Cuttinda, pero finalmente recupera sus memorias gracias a Uta. A diferencia de las tres Cures principales, Purirun usa el Micrófono Kirakira Showtime para transformarse en Cure Zukyoon. Su eslogan es "¡Apuntando directo a tu corazón! ¡Mi corazón late rápido contigo, ¡Cure Zukyoon!" (ハートをプリっとロックオン！ キミとズッキュン、キュアズキューン！ Hāto wo Puritto Rokku On! Kimi to Zukkyun, Kyua Zukyūn!?). Su posee "zukyoon" (de disparo) es su forma de fan-service. Su emblema es una nota musical y su color temático es el blanco.
Meroron (メロロン Meroron?) / Cure Kiss (キュアキッス Kyua Kissu?)
Seiyū: Miharu Hanai
Una hada rosada de carácter fuerte y descarada de KirakiLand, que llegó a la Tierra en busca de las "Idol Pretty Cure" un tiempo después de Purirun y Tanakhan. A menudo termina sus oraciones diciendo "Mero" (～メロ?). Purirun la ve como su hermana menor. Debido a su amor por Purirun actúa algo recelosa hacia la cercanía de Purirun con las Pretty Cure, especialmente siendo hostil con Uta, además de cargar consigo el misterioso Candado Kirari del Corazón. Más tarde, sacrifica sus memorias de amor por Purirun usando el Candado Kirari del Corazón a cambio del poder de transformarse en Cure Kiss, una de las dos misteriosas Cures que aparecieron para ayudar a las Cures a luchar contra Cuttinda. A diferencia de las tres Cures principales, Meroron usa el Micrófono Kirakira Showtime para transformarse. Su eslogan es "¡Tu corazón será mío! Un beso mío para ti, ¡Cure Kiss!" (ハートをメロっとひとりじめ！ キミと口づけ、キュアキッス！ Hāto wo Merotto Hitorijime! Kimi to Kuchizuke, Kyua Kissu!?). Su "lanzamiento de besos" es su forma de fan-service. Su emblema es una nota musical doble y su  su color temático es el negro.

### KirakiLand
KirakiLand es un reino mágico de donde provienen Purirun y Meroron. Antes de los eventos de la serie, el Equipo Chokkiri y su líder Darkiine cortaron El Gran Listón Kirakira, sumergiendo KirakiLand en la oscuridad y sellando a sus habitantes en cristales.
Tanakhan (タナカーン Tanakhan?) / Tanaka (田中 Tanaka?)
Seiyū: Junichi Suwabe
Un hada de KirakiLand y amigo de Purirun y Meroron, a quien la Reina Pikarine envió disfrazado de humano para ayudar a las Cures y Purirun como representante de las Idols, bajo la identidad de "Tanaka". Aunque es serio y no quiere que las Cures sean conocidas por el público, Tanakhan es débil ante las súplicas de Purirun y posteriormente les ayuda a las chicas difundir su música, ocultando sus identidades.
Reina Pikariine (女王ピカリーネ Joō Pikarīne?)
Seiyū: Sayaka Ohara
La Reina de KirakiLand, un hada dorada de personalidad calmada, amable u estricta cuando las reglas no se cumplen. Ella junto a todo su reino fueron encerrados en cristales oscuros tras el ataque de Darkiine y el Equipo Chokkiri a Kirakiland, quienes cortaron el gran listón Kiraki, llenado KirakiLand de oscuridad. Ella envió a Purirun y Meroron en busca de las Idol Precure para proteger la Tierra, el próximo objetivo del Equipo Chokkiri. Su alma se comunica con las Pretty Cure y les pide encontrar los nueve listones Kirarun para restaurar su reino.

### Equipo Chokkiri
El Equipo Chokkiri (チョッキリ団 Chokkiri-dan?) son los principales antagonistas de la historia, un grupo de ladrones con temática de tijeras, liderados por la misteriosa Darkiine, quienes llenaron KirakiLand de oscuridad al robar el destello de sus habitantes. Su objetivo es apoderarse del destello de las personas de la Tierra, como hicieron con KirakiLand. Su nombre se deriva de chokkiri (ちょっきり), que significa "recorte".
Darkiine (ダークイーネ Darkīne?)
Seiyū: Rina Satō
La líder del Equipo Chokkiri, una misteriosa mujer quien ha hundido la tierra de KirakiLand en oscuridad. Es descrita por la reina Pikariine como una mujer malévola que desea consumir la luz con oscuridad. Tras el fracaso constante de Chokkiriine, Zakkuri y Cutty decide otorgarles nuevos monstruos conocidos como Kurayaminda, además de posteriormente mandar a su mano derecha, Jogi, a reemplazar a los comandantes que abandonaron su bando. A menudo reside y espía a sus generales a través de sus sombras como una forma de comunicarse con ellos, y puede transformarlos en Kurayamindas como castigo después de que le han fallado.
Jogi (ジョギ Jogi?)
Seiyū: Yū Hayashi
La mano derecha de Darkiine, un misterioso joven de pelo negro y turquesa con ropas blancas. Es cruel y astuto, dispuesto a traicionar a sus compañeros para lograr sus objetivos. Permanece oculto para los demás generales, ya que parecen desconocer su existencia. En lugar de cortar el Kirakira de sus víctimas cuando están felices, como los otros tres generales, Jogi las envuelve con su propia oscuridad. Tras la retirada de Cutty y los constantes fallos de Zakkuri, aparece para convertir a este último en un Kurayaminda llamado Zakkurinda (ザックリンダー Zakkurindā?), pero a pesar de fracasa en derrotar a las Pretty Cure muestra un intéres en ellas.
Chokkirine (チョッキリーヌ Chokkirīnu?)
Seiyū: Sayuri Yahagi
La miembro femenina de los tres generales de la Pandilla Chokkiri. Una mujer de pelo gris y un gran moño y traje rojo. Es la segunda al mando del trío del  Equipo Chokkiri, mostrando una gran lealtad a Darkiine, a quien llama su señora Darkiine, además de ser dura con Cuttin y Zakkuri. Odia a las Pretty Cure y al brillo que estas dan a las personas. Tras la purificación de Cutty y Zakkuri comienza sentirse sola debido a que no tiene amigos con quien pasar el tiempo.
Zakkuri (ザックリー Zakkurī?) / Zakkurin (ザックリン Zakkurin?)
Seiyū: Setsuji Satō
Uno de los tres generales de la Pandilla Chokkiri. Un hombre pelirrojo con sobrero en forma de una hoja verde y un traje verde, quien sigue las órdenes de Chokkirinu para robar el destello de las personas.Es dramático y sarcástico, le gusta menospreciar a sus colegas y es un mal perdedor, además de que le molestan las canciones de Cure Idol debido a que Cutty las escucha constantemente desde que se enfrentó a Cure Idol por primera vez, aunque admite gustarle la música de Cure Wink. Tras sus constantes fracasos y el desarrollo de Kirakira en su interior, Darkine ordena a Jogi que le robe su Kirakira, transformándolo en un Kurayaminda llamado Zakkurinda (ザックリンダー Zakkurindā?). Sin embargo, es purificado por Cure Wink y abandona el Equipo Chokkiri después. Posteriormente se revela que es Zakkurin, un hada de Kirakiland corrompida y amigo de Tanakhan.
Cutty (カッティー Kattī?) / Cuttin (カッティン Kattin?)
Seiyū: Hiroki Yamada
Uno de los tres generales de la Pandilla Chokkiri. Un hombre de pelo amarillo y traje azul, quien sigue las órdenes de Chokkirinu para robar el destello de las personas. Aunque es estoico y está orientado a las tareas, muestra emociones cuando las cosas no salen como él planeó. A pesar de mostrá un despreció por Cure Idol, en secreto le gusta su voz y escucha sus canciones en secreto. Tras sus constantes fracasos y el desarrollo de Kirakira en su interior, Darkine le roba su Kirakira, transformándolo en un Kurayaminda llamado Cuttinda (カッティンダー Kattindā?). Sin embargo, es purificado por Cure Zukyoon y Cure Kiss, quienes llegan para ayudar a las Cures, y abandona el Equipo Chokkiri después. Posteriormente se revela que es Cuttin, un hada de Kirakiland corrompida y amigo de Tanakhan.
Makkurander (マックランダー Makkurandā?) / Kurayaminda (クラヤミンダー Kurayamindā?)
Seiyū: Masaaki Yano
Los monstruos de la serie, creados por los generales de la Pandilla Chokkiri a partir de personas que usan sus destellos robados y los cristales en los que están atrapadas, derivan del nombre del Makkurander, que significa "oscuridad total". El episodio 12 presenta un tipo de Makkuranda más poderoso, el Kurayaminda (クラヤミンダー Kurayamindā?), invocado con cristales mejorados por Darkine. El nombre de los Kurayamindas deriva de kurayami (暗闇), que significa "oscuridad".

### Otros Personajes

#### Familiares de las Pretty Cure
Kazu Sakura (咲良 和 Sakura Kazu?)
Seiyū: Hiroya Egashira
El padre de Uta y dueño de un café de Té, conocido como Café Glitter.
Oto Sakura (咲良 音 Sakura Oto?)
Seiyū: Sayaka Kitahara
La madre de Uta.
Hamori Sakura (咲良 はもり Sakura Hamori?)
Seiyū: Yūko Iida
La hermana menor de Uta.
Kyuu-chan (きゅーちゃん Kyū-chan?) / Kyuutarou (きゅーたろう Kyūarō?)
Seiyū: Kenjirō Tsuda
El perro de Uta. Solía pertenecer a la abuela de Uta pero tras la muerte de esta paso a formar parte de la familia de Uta.
Heiji Sakura (咲良 平治 Sakura Heiji?)
Seiyū: Koichi Makishima
El abuelo paterno de Uta, quien vive en el campo en solitario.
Atsuko Sakura (咲良 温子 Sakura Atsuko?)
Seiyū: Tamie Kubota
La abuela paterna de Uta. Falleció 6 años antes de la historia, cuando Uta tenía 8 años.
Hajime Aokaze (蒼風一 Aokaze Hajime?)
Seiyū: Toshiki Watanabe
El padre de Nana, quien cuida de ella.
Mutsumi Aokaze (蒼風睦美  Aokaze Mutsumi?)
Seiyū: Meiko Kawasaki
La madre de Nana, que es pianista y actualmente trabaja tocando música en Francia.
Ai Shigure (紫雨愛 Shigure Ai?)
Seiyū: Yūmi Kawashima
La madre de Kokoro, quien trabaja como oficinista y mantiene a su familia tras la muerte de su esposo. Su apellido de soltera es Nishimura.
Keiko Nishimura (西村桂子 Nishimura Keiko?)
Seiyū: Sachiko Yoda
La abuela materna de Kokoro y madre de Ai, y esposa de Makoto.
Makoto Nishimura (西村誠 Nishimura Makoto?)
Seiyū: Por anunciar
El abuelo materno de Kokoro y padre de Ai, y esposo de Keiko.
Shinji Shigure (紫雨信二 Shigure Shinji?)
El difunto padre de Kokoro, quien murió cuando ella era pequeña.

#### Habitantes de la ciudad Hanamichi
Kaito Hibiki (響 カイト  Hibiki Kaito?)
Seiyū: Daisuke Sakuma
Un Idol "Legendario" que es amado por todos y ha atraído la atención de todo el mundo. Actualmente está descansando y estudiando canto en el extranjero. Regreso en secreto a Japón para visitar el Café Glitter, donde conoce a Uta y Nana.
Mikoto Higashinaka (東中 みこと Higashinaka Mikoto?)
Seiyū: Natsumi Murakami
La mejor amiga de Uta y su compañera de clase, quien se vuelve una gran fanática de Cure Idol.
Wakaba Shinbashi (新橋わかば Shinbashi Wakaba?) & Ruka Sakaue (坂上るか Sakaue Ruka?)
Seiyū: Mayuko Kazama (Wakaba) & Mariko Higashiuchi (Ruka)
Las otras dos compañeras de clase de Uta y Nana, quienes también son fanes de Cure Idol y Cure Wink fundado por Kokoro al igual que Mikoto. Wakaba es jugadora de voleibol y se enamora fácilmente.
Yuu Sunda (寸田躍 Sunda Yū?)
Seiyū: Akihiro Shino
El compañero y amigo de la infancia de Kokoro. La conoce desde que estaban en la escuela primaria. Es parte del club de baile e invita a Kokoro por sus habilidades de danza, pero ella rechaza su invitación. Es convertido en un Makkurander por Zakkuri pero es salvado por Kokoro.
Mio Niino (新野みお Nīno Mio?)
Seiyū: Yuko Iida
La presidenta del club de Radio. Ella y sus compañeros son convertidos en Kurayamindas por Chokkirine, Zackly y Cutty usando el poder que les dio Darkine, pero es salvada por las Cures usando su ataque Trio Dreams.
Fujino (藤野 Fujino?)
Seiyū: Takuma Nagatsuka
Compañero de clases de Uta y Nana, de quien Wakaba se termina enamorado tras ser rechazada por Shota. Es parte del equipo de vóleibol.
Shota (翔太 Shota?)
Seiyū: Yūsuke Shirai
Estudiante de tercer año y capitán del equipo de vóleibol. Wakaba estaba enamorada de él, pero tras declararse este la rechaza.
Daisuke Utsurigi (宇釣木 大輔 Utsurigi Daisuke?)
Seiyū: Hiroshi Watanabe
Daisuke es compañero de clases de Uta y Nana. Se enamora de Uta tras verla en vídeos de CureTube y le envía una carta para conocerla en persona. Chokkirine lo transforma en un Kurayaminda, pero cuando es salvado por Cure Idol ahora desarrolla un enamoramiento por ella.
Profesor Fujimi (富士見先生 Fujimi Sensei?)
Seiyū: Yoshiyuki Shimozuma
El profesor de Uta y Nana.
Renji Jo (城蓮司 Jō Renji?)
Seiyū: Tomomichi Nishimura
Un cliente regular del Café Glitter, un señor de edad avanzada que fue salvado de un Makkurander por Kaito.
Ema Komiya (小宮絵真 Komiya Ema?)
Seiyū: Akiha Matsui
Una mangaka, clienta del Café Glitter y amiga de Uta, siendo la primera víctima convertida en un Makkurander por Cutty, siendo salvada por la misma Uta. Escribe mangas shoujo de romance.
Kurikyuta (くりきゅうた Kurikyuta?)
Seiyū: Kenjirō Tsuda
Un luchador de sumo que Uta confunde con una Pretty Cure debido a que sus nombres suenan similares.
Koharu Mori (森こはる Mori Koharu?)
Seiyū: Mayuko Kazama
La mánager del Pretty Holic, encargada de los comerciales, promoviendo un comercial con las Idol Pretty Cure para promocionar unos nuevos labiales. Es convertida en un Makkurander por Zakkuri, pero es salvada por Uta y Nana.
Miyu (みゆ Miyu?)
Seiyū: Fuka Miyako
Una chica fan de Cure Kyun-Kyun asiste al evento de saludos con su madre. Cutty las transforma a ella y a su madre en una Makkuranda, pero las Cure las salvan, tras lo cual ella puede conocer a Kyun-Kyun.
Alice (アリス Arisu?)
Seiyū: Aina Suzuki
Una chica que Meroron conoce al llegar al mundo humano y con quien se amista. Meroron la ayuda a reunirse con su madre.
Jou (ジョウ Jō?) y Kii (キイ Kī?)
Seiyū: Satoshi Inomata y Yuko Ida
Una joven pareja que terminan siendo convertidos en un Kurayamida por Cutty.
Tsumugu Kijima (貴島つむぐ Kijima Tsumugu?)
Seiyū: Risae Matsuda
Una periodista energética que trabaja para "Entertainment Vroo-Vroom" y desea conocer la identidad de Cure Zukyoon y Cure Kiss.
Mei (メイ Mei?)
Seiyū: Mariko Higashiuchi
Una fan de Kaito Hibiki.
Natsuno Hanae (メイ Hanae Natsuno?)
Seiyū: Aino Shimada
La dueña del campo de girasoles en ciudad Hanamichi.

### Personajes de la Película
Totto (トット Totto?)
Seiyū: Atsuhiro Tsuda
Un hada coral que invita a las Idol Pretty Cure a la isla AiAi, donde se celebra un concierto para las Idols.
Tera (テラ Tera?)
Seiyū: Maaya Uchida
Una niña hada de coral de la isla AiAi, originaria del pasado. Odia a las Idols y sostiene la llave para descubrir los secretos de la isla AiAi.
Amasu (アマス Amasu?)
Seiyū: Ayane Sakura
La Diosa de la isla AiAi, y antagonista principal de la historia, quien ataca la isla AiAi durante el concierto de las Idols.

## Producción
La marca registrada de la serie fue confirmada por Toei a fines de noviembre de 2024, y el sitio web oficial se lanzó al día siguiente. Ese mismo diciembre, se filtraron los diseños y nombres de los personajes a través de una publicación en Mercari, que fue retirada poco después. La serie se reveló por completo el 4 de enero de 2025.

## Media

### Anime
La serie debutó el día 2 de febrero del 2025 reemplazando a Wonderful Pretty Cure! en su horario. La canción de apertura se titula "Kimi to Idol Pretty Cure Light Up!" a cargo de las cantantes Amii Ishii, Akane Kumada y Chihaya Yoshitake mientras que la canción de cierre es "Trio Dreams" interpretada por Misato Matsuoka, Minami Takahashi, y Natsumi Takamori interpretando a sus personajes.

### Película
Se anunció una película el 19 de abril de 2025 y está previsto que se estrene el 12 de septiembre de 2025.

### Carrera musical
El sencillo debut fue lanzado el 26 de febrero de 2025.